# Raorchestes ochlandrae
Raorchestes ochlandrae é uma espécie de anfíbio anuro da família Rhacophoridae. Está presente na Índia. A UICN classificou-a como deficiente de dados.